# Metti, una sera a cena
Metti, una sera a cena è un film del 1969 diretto da Giuseppe Patroni Griffi, tratto dalla sua commedia teatrale omonima.

## Trama
Il fulcro della storia è il tavolo da pranzo attorno al quale si riuniscono quattro appartenenti alla classe media colta e benestante: Michele, scrittore di successo, la giovane moglie Nina, la ricca Giovanna, amica di Nina, e l'attore teatrale Max. Nina e Max intrattengono una morbosa relazione, di cui forse il marito è al corrente, mentre Giovanna è innamorata di Michele.
Le serate e le conversazioni si ripetono in un'atmosfera annoiata, fino a quando Max propone a Nina come "diversivo" Ric, giovane studente contestatore che per sopravvivere si concede a pagamento a uomini e donne. Tra un incontro e l'altro, Ric s'innamora veramente di Nina e tenta il suicidio.
Nina lo salva e decide di restare a vivere con lui, ma il rapporto s'inaridisce presto e Ric riporta Nina da Michele. Quest'ultimo, deciso a non perdere la moglie, ammette anche Ric nel clan facendolo sedere al famoso tavolo, e il gioco ricomincia.

## Produzione
Metti, una sera a cena nasce come pièce teatrale, che Patroni Griffi porta in scena all'Eliseo di Roma nel 1967 con grande successo di pubblico e con repliche che si susseguono per ben due anni. Protagonisti della prima edizione, che aveva come regista Giorgio De Lullo, erano gli attori della Compagnia dei giovani: Romolo Valli, Rossella Falk, Elsa Albani e Carlo Giuffré, con Umberto Orsini nella parte di Ric.
Per la parte del protagonista maschile, la produzione aveva scelto Gian Maria Volonté, facendogli firmare un contratto con il cachet più alto che avesse mai ricevuto (60 milioni di lire dell'epoca). A riprese già iniziate tuttavia l'attore decise di rinunciare al ruolo, che avrebbe costituito una rottura netta nel suo percorso cinematografico, per timore di essere trasformato in «uno strumento nelle mani di persone che perseguono interessi che non sono i miei». Restituì l'anticipo che gli era stato versato ma, per aver fermato la lavorazione del film, fu citato comunque in giudizio per inadempienza contrattuale. Dopo poche settimane, il ruolo di Max fu assegnato a Tony Musante, attore italoamericano che, proprio grazie alla fortuna commerciale di questa pellicola, fu reclutato in seguito come protagonista in altri film italiani di successo.
Sceneggiata con la collaborazione del giovane Dario Argento, che di lì a poco avrebbe esordito come regista, la trasposizione cinematografica spezza l'unità di luogo, introducendo le riprese in esterno sotto forma di flashback, che s'inseriscono nella trama narrativa grazie al montaggio "creativo" di Franco 'Kim' Arcalli. Con questo film Arcalli guadagna la considerazione dei critici più attenti, che non possono fare a meno di notare come è proprio il suo montaggio a dare al film un ritmo interessante e a tenere viva l'attenzione dello spettatore.
Pur trattandosi d'un film "d'autore", Metti, una sera a cena all'epoca fu uno dei campioni d'incassi della stagione 1968-69, grazie al cast che comprendeva una giovanissima Florinda Bolkan (scoperta proprio dalla produttrice Marina Cicogna) qui al suo primo ruolo da co-protagonista. Il regista volle farla recitare nella famosa scena d'amore a tre, che pur provocando una serie di noie con la censura, fece entrare di diritto il film nell'allora emergente filone erotico attirando un grande numero di spettatori. In penombra, Max apre lentamente i bottoni del vestito della donna e poi la offre all'amico: con una sola immagine, quella delle tre mani intrecciate e tese, il regista creò una forte carica sensuale. L'intento di Patroni Griffi non era tanto quello di scandalizzare, quanto di disegnare un ritratto lucido e disincantato di un certo ambiente borghese, amorale e nevrotico.
L'omosessualità ottiene un ruolo di primo piano anche in altre opere di Griffi, come nel film Il mare e nella commedia teatrale Persone naturali e strafottenti.
Nell'edizione italiana tutti i protagonisti principali, tranne Lino Capolicchio che conserva la propria voce originale, sono doppiati da professionisti del doppiaggio italiani: Tony Musante recita con la voce di Luigi Vannucchi, Florinda Bolkan con quella di Livia Giampalmo, Jean-Louis Trintignant con quella di Cesare Barbetti e Annie Girardot con quella di Paila Pavese.

## Colonna sonora
Un ruolo importante nel successo del film ebbe anche la colonna sonora, firmata da Ennio Morricone e diretta da Bruno Nicolai. Con una sequenza ascendente di sole tre note, ripetute ossessivamente lungo tutto il dipanarsi del tema musicale principale omonimo, Morricone costruì una bossa nova che poi divenne famosa anche fuori dal film, fu eseguita da numerose orchestre, gruppi musicali e anche cantanti solisti (con l'aggiunta di un testo dello stesso Patroni Griffi in inglese, con il titolo Hurry to Me, o italiano, con il titolo di Metti, una sera a cena), e ancora oggi è un classico della musica lounge.
L'album che la contiene, Metti, una sera a cena, pubblicato dalla Cinevox, è stato ristampato varie volte nel corso degli anni.
Nello stesso 1969 Florinda Bolkan incise il 45 giri Metti, una sera a cena/Oggi te ne vai, pubblicato dalla DET Recording. Il disco, che contiene il tema Metti, una sera a cena, nella colonna sonora del film presente nella versione con vocalizzi di Edda Dell'Orso e, cantato in inglese, con il titolo di Hurry to Me, è qui cantato in italiano su testo dello stesso Giuseppe Patroni Griffi. Il singolo non fa tuttavia parte della colonna sonora originale del film.
La colonna sonora del film è stata premiata con Nastro d'argento alla migliore colonna sonora ai Nastri d'argento 1970, premio andato a Ennio Morricone stesso.

## Distribuzione

### Cinema
Il film è stato distribuito nelle sale cinematografiche italiane a partire dal 3 aprile 1969. Nel maggio dello stesso anno il film è stato presentato in concorso al 22º Festival di Cannes. Nel corso del successivo 1970 è stato poi distribuito: nei Paesi Bassi, a partire dal 16 aprile; in Francia, dal 9 luglio; in Australia, dal 30 luglio; in Danimarca, dal 21 dicembre. In seguito è stato proiettato in Argentina, dal 18 marzo 1971; negli Stati Uniti, dal 16 novembre 1971; in Spagna, dal 5 gennaio 1978.
Il film è stato inoltre distribuito anche con i titoli: Cena para amantes (Argentina); Numa noite... Um jantar (Brasile); Den erotiske cirkel (Danimarca); Disons un soir à dîner e Mettons, un soir a diner (Francia); Miłosny krąg (Polonia); A verdade daquela noite (Portogallo); Supongamos que una noche, cenando... (Spagna); Aşk Çemberi (Turchia). Mentre è noto in inglese con i titoli Love Circle e One Night at Dinner.

### Home video
Il film, da sempre assente nel mercato dell'home video, è stato pubblicato per la prima volta in formato DVD dalla Raro Video nel 2015, in un'edizione rimasterizzata che tuttavia non parte dai negativi originali, non disponibili, ma da una copia.

## Accoglienza

### Incassi
Uscito nell'aprile 1969, Metti, una sera a cena si collocò subito al primo posto fra gli incassi mensili e alla fine della stagione risultò tredicesimo nella classifica 1968-69 delle pellicole più viste.

### Critica
Ne Il Morandini, Laura, Luisa e Morando Morandini della pellicola scrivono: "Da una piéce [...] che in qualche modo riusciva a suggerire una disperazione esistenziale e il sapore di cenere dei giochi erotici. Qui, nelle loro perverse acrobazie e sofferenze salottiere, i personaggi sono il trionfo del fasullo. Recitato bene, però? Benissimo."
FilmTv.it del film scrive: "Giuseppe Patroni Griffi porta sullo schermo uno dei suoi maggiori successi teatrali, ma l'ambiguo ritratto di famiglia dell'originale sfuma nell'estetismo fine a sé stesso del film. Belle, ma da calendario Pirelli, le immagini erotiche fotografate da Tonino Delli Colli.".

## Riconoscimenti
- 1969 - Festival di Cannes
  - Candidatura alla Palma d'oro a Giuseppe Patroni Griffi
- 1969 - David di Donatello
  - Targa d'oro a Florinda Bolkan
- 1969 - Grolla d'oro
  - Miglior attrice esordiente a Florinda Bolkan
- 1970 - Nastro d'argento
  - Migliore colonna sonora a Ennio Morricone